# Hoofdklasse hockey heren 2000/01
Het seizoen 2000/01 is de 28ste editie van de herenhoofdklasse waarin onder de KNHB-vlag om het landskampioenschap hockey werd gestreden. Na een competitie van 22 wedstrijden en play-offs werd een nationaal kampioen bekend in de hoofdklasse. 
In het voorgaande seizoen waren MEP en Tilburg gedegradeerd. Hiervoor kwamen Rotterdam en Pinoké in de plaats.
Hockeyclub 's-Hertogenbosch werd voor de tweede maal in haar bestaan landskampioen. Onderin degradeerden Rotterdam en SCHC rechtstreeks.

## Eindstand
Na 22 speelronden was de eindstand:
| #  | Club              | GS | W  | G | V  | P  | DV      | DT      | DS  |
| -- | ----------------- | -- | -- | - | -- | -- | ------- | ------- | --- |
| 1  | Oranje Zwart      | 22 | 14 | 6 | 2  | 48 | 64 - 32 | 64 - 32 | +32 |
| 2  | Den Bosch         | 22 | 14 | 4 | 4  | 46 | 65 - 37 | 65 - 37 | +28 |
| 3  | HGC               | 22 | 12 | 5 | 5  | 41 | 46 - 28 | 46 - 28 | +18 |
| 4  | Klein Zwitserland | 22 | 12 | 5 | 5  | 41 | 60 - 44 | 60 - 44 | +16 |
| 5  | Amsterdam         | 22 | 11 | 4 | 7  | 37 | 55 - 41 | 55 - 41 | +14 |
| 6  | Bloemendaal       | 22 | 11 | 3 | 8  | 36 | 60 - 47 | 60 - 47 | +13 |
| 7  | Pinoké            | 22 | 7  | 4 | 11 | 25 | 40 - 51 | 40 - 51 | -11 |
| 8  | HDM               | 22 | 5  | 5 | 12 | 20 | 35 - 60 | 35 - 60 | -25 |
| 9  | Kampong           | 22 | 4  | 8 | 10 | 20 | 34 - 54 | 34 - 54 | -20 |
| 10 | Hurley            | 22 | 5  | 4 | 13 | 19 | 27 - 39 | 27 - 39 | -12 |
| 11 | SCHC              | 22 | 5  | 4 | 13 | 19 | 34 - 56 | 34 - 56 | -22 |
| 12 | Rotterdam         | 22 | 3  | 6 | 13 | 15 | 29 - 60 | 29 - 60 | -31 |

### Legenda
| Afk.         | Betekenis                                                                        |
| ------------ | -------------------------------------------------------------------------------- |
| GS           | aantal gespeelde wedstrijden                                                     |
| W            | aantal gewonnen wedstrijden                                                      |
| G            | aantal gelijk gespeelde wedstrijden                                              |
| V            | aantal verloren wedstrijden                                                      |
| P            | totaal aantal punten                                                             |
| DV           | aantal gemaakte doelpunten                                                       |
| DT           | aantal doelpunten tegen                                                          |
| DS           | doelsaldo                                                                        |
| Den Bosch    | Landskampioen Den Bosch plaatst zich voor de Europacup I 2002                    |
| Oranje Zwart | Verliezend play off-finalist Oranje Zwart plaatst zich voor de Europacup II 2002 |
| HGC          | HGC en Klein Zwitserland hebben zich alleen weten te plaatsen voor de play offs  |
| SCHC         | SCHC en Rotterdam zijn rechtstreeks gedegradeerd                                 |

## Uitslagen reguliere competitie
Informatie: Zonder de Play Offs.

De thuisspelende ploeg staat in de linkerkolom.
|                   | AMS | BLO | DBO | HDM | HGC | HUR | KAM | HKZ | ORA | PIN | SCH | ROT |
| ----------------- | --- | --- | --- | --- | --- | --- | --- | --- | --- | --- | --- | --- |
| Amsterdam         |     | 2-1 | 4-4 | 2-2 | 0-2 | 0-1 | 4-0 | 3-2 | 3-4 | 6-4 | 4-2 | 5-0 |
| Bloemendaal       | 1-3 |     | 2-3 | 5-1 | 2-1 | 4-1 | 7-2 | 4-3 | 2-3 | 0-2 | 5-2 | 3-3 |
| Den Bosch         | 0-1 | 3-3 |     | 5-1 | 4-1 | 3-1 | 3-3 | 4-1 | 1-1 | 4-2 | 5-1 | 5-0 |
| HDM               | 4-3 | 1-4 | 1-5 |     | 1-1 | 1-4 | 2-2 | 1-3 | 2-2 | 1-2 | 3-0 | 1-0 |
| HGC               | 0-2 | 3-2 | 2-0 | 2-1 |     | 1-0 | 4-2 | 1-2 | 1-2 | 3-0 | 3-3 | 1-0 |
| Hurley            | 3-1 | 3-0 | 1-2 | 1-2 | 1-2 |     | 0-0 | 0-1 | 2-3 | 1-0 | 0-1 | 1-1 |
| Kampong           | 1-1 | 1-2 | 1-2 | 1-2 | 1-1 | 3-1 |     | 3-3 | 2-2 | 0-4 | 1-0 | 5-2 |
| Klein Zwitserland | 4-3 | 2-2 | 4-1 | 3-1 | 1-1 | 2-2 | 5-1 |     | 4-1 | 3-2 | 1-2 | 3-2 |
| Oranje Zwart      | 2-3 | 5-2 | 4-0 | 5-1 | 2-2 | 4-0 | 4-1 | 4-0 |     | 5-0 | 2-2 | 1-1 |
| Pinoké            | 2-1 | 1-4 | 0-4 | 4-1 | 1-3 | 2-2 | 3-1 | 3-3 | 1-2 |     | 0-0 | 1-2 |
| SCHC              | 1-3 | 2-4 | 0-1 | 3-2 | 0-3 | 3-2 | 1-2 | 2-5 | 2-4 | 3-3 |     | 3-1 |
| Rotterdam         | 1-1 | 0-1 | 3-6 | 3-3 | 1-8 | 3-0 | 1-1 | 1-5 | 0-2 | 2-3 | 2-1 |     |

## Topscorers
| #  | Speler               | Club              | Goals |
| -- | -------------------- | ----------------- | ----- |
| 1. | Teun de Nooijer      | Bloemendaal       | 24    |
| 2. | Sander Dreesmann     | Klein Zwitserland | 21    |
| 3. | Richard de Snaijer   | HDM               | 20    |
| 4. | Troy Elder           | Oranje Zwart      | 18    |
| 4. | Paul Robert Lankhout | Kampong           | 18    |
| 6. | Taeke Taekema        | Klein Zwitserland | 15    |
| 6. | Remco van Wijk       | Bloemendaal       | 15    |
| 8. | Ronald Brouwer       | HGC               | 14    |
| 8. | Frank Rutgers        | Pinoké            | 14    |
| 8. | Rochus Westbroek     | Amsterdam         | 14    |

## Play-offs landskampioenschap

### Halve finales
| Team                  | Score     | Team                  |
| --------------------- | --------- | --------------------- |
| (4) Klein Zwitserland | 1-0 (1-0) | Oranje Zwart (1)      |
| (1) Oranje Zwart      | 3-2 (0-0) | Klein Zwitserland (4) |
| (1) Oranje Zwart      | 3-0 (1-0) | Klein Zwitserland (4) |

Halve finales 2/3
| Team          | Score     | Team          |
| ------------- | --------- | ------------- |
| (3) HGC       | 1-2 (0-2) | Den Bosch (2) |
| (2) Den Bosch | 2-1 (1-1) | HGC (3)       |

### Finale
| 10 juni 2001 Eerste duel                                                                               |           |                                                  |                                                                     |
| Den Bosch                                                                                              | 4–2 (3–1) | Oranje Zwart                                     | 's-Hertogenbosch Scheidsrechters: Rob ten Cate Ernst-Jan van Putten |
| 12' Jeroen Delmee (sc) 1–0 17' Jeroen Delmee (sc) 2–1 26' Marc van Wijk 3–1 56' Jeroen Delmee (sc) 4–2 |           | 14' Troy Elder (sc) 1–1 38' Piet-Hein Geeris 3–2 | 's-Hertogenbosch Scheidsrechters: Rob ten Cate Ernst-Jan van Putten |

| 16 juni 2001 Tweede duel     |           |                                                  |                                                            |
| Oranje Zwart                 | 1–2 (0–0) | Den Bosch                                        | Eindhoven Scheidsrechters: Peter Elders Philip Schellekens |
| 63' Michael Brennan (sc) 1–2 |           | 51' Jeroen Delmee (sc) 0–1 60' Marc van Wijk 0–2 | Eindhoven Scheidsrechters: Peter Elders Philip Schellekens |

Nederlands landskampioenschap:

1897/98 ·
1898/99 ·
1899/00 ·
1900/01 ·
1901/02 ·
1902/03 ·
1903/04 ·
1904/05 ·
1905/06 ·
1906/07 ·
1907/08 ·
1908/09 ·
1909/10 ·
1910/11 ·
1911/12 ·
1912/13 ·
1913/14 ·
1914/15 ·
1915/16 ·
1916/17 ·
1917/18 ·
1918/19 ·
1919/20 ·
1920/21 ·
1921/22 ·
1922/23 ·
1923/24 ·
1924/25 ·
1925/26 ·
1926/27 ·
1927/28 ·
1928/29 ·
1929/30 ·
1930/31 ·
1931/32 ·
1932/33 ·
1933/34 ·
1934/35 ·
1935/36 ·
1936/37 ·
1937/38 ·
1938/39 ·
1939/40 ·
1940/41 ·
1941/42 ·
1942/43 ·
1943/44 ·
1944/45 ·
1945/46 ·
1946/47 ·
1947/48 ·
1948/49 ·
1949/50 ·
1950/51 ·
1951/52 ·
1952/53 ·
1953/54 ·
1954/55 ·
1955/56 ·
1956/57 ·
1957/58 ·
1958/59 ·
1959/60 ·
1960/61 ·
1961/62 ·
1962/63 ·
1963/64 ·
1964/65 ·
1965/66 ·
1966/67 ·
1967/68 ·
1968/69 ·
1969/70 ·
1970/71 ·
1971/72 ·
1972/73
Hoofdklasse heren:

1973/74 · 
1974/75 · 
1975/76 · 
1976/77 · 
1977/78 · 
1978/79 · 
1979/80 · 
1980/81 · 
1981/82 · 
1982/83 · 
1983/84 · 
1984/85 · 
1985/86 · 
1986/87 · 
1987/88 · 
1988/89 · 
1989/90 · 
1990/91 · 
1991/92 · 
1992/93 · 
1993/94 · 
1994/95 · 
1995/96 · 
1996/97 · 
1997/98 · 
1998/99 · 
1999/00 · 
2000/01 · 
2001/02 · 
2002/03 · 
2003/04 · 
2004/05 · 
2005/06 · 
2006/07 · 
2007/08 · 
2008/09 · 
2009/10 · 
2010/11 · 
2011/12 · 
2012/13 ·
2013/14 ·
2014/15 ·
2015/16 ·
2016/17 ·
2017/18 ·
2018/19 ·
2019/20 ·
2020/21 ·
2021/22 ·
2022/23 ·
2023/24 ·
2024/25 ·
Nederlandse competities: Hoofdklasse (zaal) · Promotieklasse · Overgangsklasse · Eerste klasse · Tweede klasse · Derde klasse · Vierde klasse · Gold Cup · Silver Cup

Nederlands kampioenschap: Lijst van Nederlandse landskampioenen hockey · Lijst van Nederlandse landskampioenen zaalhockey

Europese competities: Euro Hockey League · Europacup I · Europa Cup II · Europacup zaalhockey